# Amtsbezirk Lysabbel
Der Amtsbezirk Lysabbel war ein Amtsbezirk im Kreis Sonderburg in der Provinz Schleswig-Holstein.
Der Amtsbezirk wurde 1889 gebildet und umfasste die folgenden Gemeinden:  
1. Lysabbel
2. Mummark
3. Sarup
4. Schauby
5. Wiby-Fjelby

1920 wurde der Amtsbezirk aufgelöst und die Gemeinden aufgrund der Volksabstimmung in Schleswig an Dänemark abgetreten.